# 古賀まり子
古賀 まり子（こが まりこ、1924年4月9日 - 2014年2月14日）は、神奈川県出身の俳人。横浜市生まれ。帝国女子医薬学専門学校（現・東邦大学薬学部）在学中に結核を発病し、中退。療養生活の中で俳句を始める。1945年、水原秋桜子に師事し「馬酔木」入会。1952年、馬酔木新人賞を受賞。1954年「馬酔木」同人。30代に入ってより病状が回復し、医療活動に従事。1967年、馬酔木賞を受賞。この年より生花や書道の教授として自立。1981年『竪琴』により第21回俳人協会賞受賞。1984年、堀口星眠の「橡」創刊同人。
若い頃から死と隣り合わせの療養生活を送ったこと、またキリスト教の信仰などから、命の尊さを見つめる句を多く作った。代表句に「紅梅や病臥に果つる二十代」「今生の汗が消えゆくお母さん」など。句集に『洗禮』『降誕祭』『緑の野』『竪琴』『野紺菊『名残雪』『暁雲』『源流』など。上記のほかに橡功労賞、国際芸術文化賞を受けた。俳人協会名誉会員、日本文藝家協会会員。2014年2月14日、肺炎のため横浜市の病院で死去。89歳没。